# Great Wave
Great Wave는 신승훈이  '3 Waves of Unexpected Twist'  프로젝트의 일환으로 Radio Wave와 Love O'Clock의 미니앨범 이후에 세 번째로 발표한 연작 미니 앨범이며, 3 Waves of Unexpected Twist 프로젝트의 대미를 장식하는 마지막 앨범이기도 하다. 2013년 10월 16일 수록곡인〈내가 많이 변했어 (With 최자 Of Dynamic Duo〉가 선공개되었으며 정식 앨범은 2013년 10월 23일에 발매됐다.

## 음반
10월 23일 신승훈은 프로젝트 앨범  '3 Waves of Unexpected Twist'의 시리즈 중에 마지막을 장식할 세 번째 음반인 Great Wave을 발표했다. 역시 신승훈이 전곡을 작곡, 프로듀싱 했으며, 첫 번째 프로젝트 앨범에선 모던락적인 리듬, 두 번째 미니앨범에서는 R&B 리듬을 바탕으로 했는데, 이번 Great Wave 에서는 재즈와 힙합이 만난 Jazz-Hop과 브리티시 락, 발라드, 디스코풍의 신곡이 실렸으며 6번트랙부터 9번트랙까지는 앞서 발매했던 Radio Wave와 Love O'Clock의 수록곡을 재해석해 담았다. 타이틀곡 "Sorry"는 4번의 믹싱과 가사를 5번이나 고쳐가며 심혈을 기울였고, 6년간의 음악적인 실험을 통해 얻은 곡이다.

## 수록곡
| #            | 제목                                            | 작사             | 작곡                        | 재생 시간 |
| ------------ | ----------------------------------------------- | ---------------- | --------------------------- | --------- |
| 1.           | 〈내가 많이 변했어〉 (With 최자 Of Dynamic Duo) | 김이나, 최자     | 신승훈, 김창대 (슈퍼창따이) | 3:46      |
| 2.           | 〈Sorry〉                                       | 양재선           | 신승훈                      | 3:49      |
| 3.           | 〈그대〉                                        | 심현보           | 신승훈                      | 3:59      |
| 4.           | 〈Love Witch〉 (With 버벌진트)                  | 김영아, 버벌진트 | 신승훈                      | 3:58      |
| 5.           | 〈My Melody〉                                   | 심현보           | 신승훈, 권태은              | 4:48      |
| 6.           | 〈그랬으면 좋겠어〉 (With Ra.D)                 | 심현보, Ra.D     | 신승훈                      | 3:54      |
| 7.           | 〈나비효과〉 (Great Wave ver.)                  | 원태연           | 신승훈                      | 4:42      |
| 8.           | 〈사랑치〉 (Old School ver.)                    | 심현보           | 신승훈                      | 4:08      |
| 9.           | 〈라디오를 켜봐요〉 (British ver.)              | 원태연           | 신승훈                      | 4:03      |
| 총 재생 시간 | 총 재생 시간                                    | 총 재생 시간     | 총 재생 시간                | 37:07     |

## 제작진
- Producer & Directer : 신승훈
- Arrangement : 돈 스파이크 (2 • 3 • 7 • 8), 황성제 (4 • 5), Ra.D (6), 김창대 (1), 모리아 (9)
- All co-Arrangement : 신승훈, Ra.D (6)
- String Arrangement : 이지원 (2 • 5 • 7 • 8)
- Guitar : 홍준호 (2 • 4 • 5 • 8 •9), 이성렬 (1 • 3)
- Brass : 김동하, 이한진 (T.S.T)
- String : 융스트링
- Chorus : 신승훈 (1 • 2 • 4 • 5 • 8 • 9), 강태우 (3 • 5)
- Recording Engineer : 문수정, 박선영
- Mixing Engineer : 조준성 @W Sound (2 • 3 • 5 • 7), 김한구 @Sound Pool Studios (9), 최형 @Booming Sound (8), 고현정 @Musicabal (4), 홍성준 (assistant 김광민) @Hong Sound Mix Lab (1)
- Mastering Engineer : 최효영 @Suono Mastering
- Photographer : 홍장현 @용장관스튜디오
- Design & Art Director : MINIsTREE (오민) & 황지은 @MUSICCUBE
- Printed by : Sung Art
- M/V Director : DIGIPEDI
- Stylist : 정혜진 • 안민아
- Hair : 김선미
- Make-up : 김혜림
- General Executive Director : 박세진
- Music Business & Marketing : 안소민
- A&R : 전루리
- Management : 강민영, 구찬모
- Presented by : DOROTHY COMPANY